# フィリップ・ゴーモン
フィリップ・ゴーモン（Philippe Gaumont、1973年2月22日 - 2013年5月17日）は、フランス、アミアン出身の元自転車競技（ロードレース）選手。

## 来歴
1992年
- バルセロナオリンピック
  -  団体ロードレース 3位

1994年、カストラマ（現 コフィディス）と契約を結ぶ。
- ツール・デュ・ポワトゥー＝シャラント 総合優勝

1996年
- ツール・ド・ピカルディ 総合優勝
- ダンケルク4日間レース 総合優勝
- 6月15日、ナンドロロンの陽性反応が出たため、ガン（カストラマの後継チーム名）から契約を打ち切られる。

1997年、コフィディス（ガンの後継チーム名）と契約を結んでレース復帰。
- ヘント〜ウェヴェルヘム 優勝

1998年
- Aサンプルでナンドロロンの陽性反応が出たが、Bサンプルでは出なかった。

1999年
- アンフェタミンを使用している疑いがあると、学者が結論づけた。

2000年
- トラックレース世界選手権
  - 団体追抜 3位
- フランス選手権
  - 個人追抜 優勝
  - 団体追抜 優勝
- シドニーオリンピック
  - 個人追抜 5位

2002年
- フランス選手権
  - 個人追抜 優勝

2004年
- 6月12日、コフィディス事件と称する大掛かりなドーピングスキャンダルが発覚し、ゴーモンもその中の一人として検挙された。その後の裁判で、禁止薬物を常時使用していたことを告白した。そして同年限りで現役を引退した。

2013年5月17日、北フランスのアラスにある病院で心臓疾患により死去。40歳没。